# Obeidia vagipardata
Obeidia vagipardata är en fjärilsart som beskrevs av Walker 1862. Obeidia vagipardata ingår i släktet Obeidia och familjen mätare. Inga underarter finns listade i Catalogue of Life.